# Iodometrie

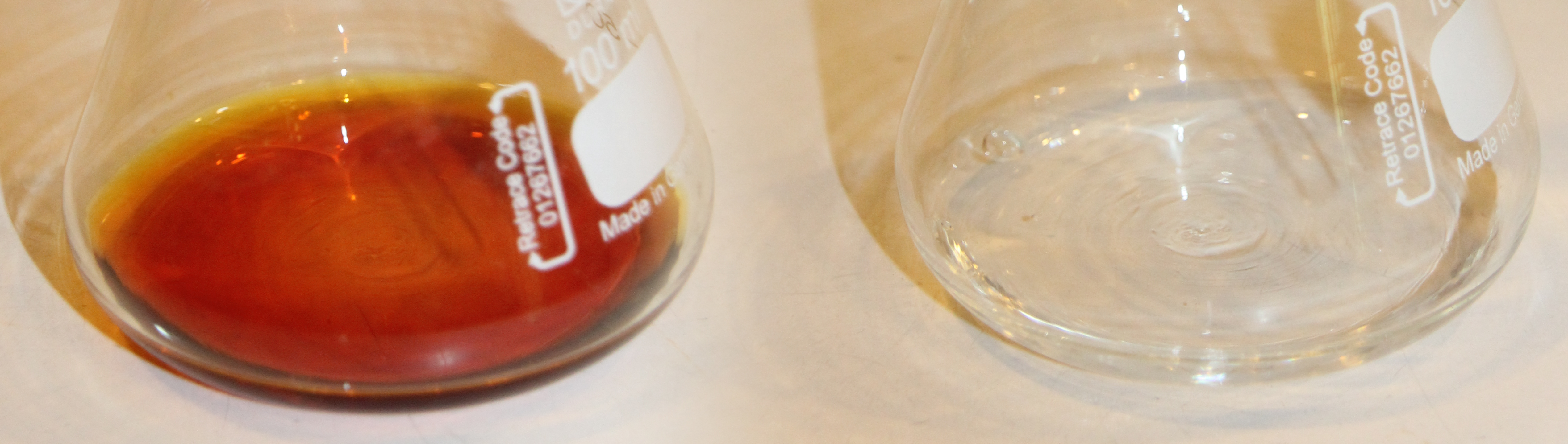
Colorația în cazul titrării iodometrice înainte (stânga) și după (dreapta) atingerea punctului de echivalență

Iodometria este un tip de titrimetrie redoxometrică folosită în chimia analitică cantitativă. Se folosește de obicei tiosulfat de sodiu Na2S2O3 ca și agent reducător, deoarece este cel mai potrivit pentru titrarea iodului. Iodometria servește la determinarea concentrației unui agent oxidant din probă. Ca și indicator, se folosește amidonul.

## Principiu
Unui volum cunoscut de probă se adaugă un exces cu cantitatea cunoscută de iodură, care va fi oxidată de agentul oxidant la iod molecular. Iodul se va dizolva în soluția ce conține ionii iodură cu obținerea ionilor de triiodură (de obicei KI3, dacă s-a folosit iodură de potasiu), care au o colorație brună. Soluția ce conține ioni triiodură se titrează cu o soluție standard de tiosulfat, obținându-se iodul, la care se adaugă amidonul cu rol de indicator:
I3− + 2 e− ⇌ 3 I− (Eo = + 0,5355 V)
Dacă se ia în considerare valoarea mărimii potențial de reducere al tiosulfatului pentru următoarea semireacție:
S4O62− + 2 e− ⇌ 2 S2O32− (Eo = + 0,08 V)
se poate scrie reacția totală astfel:
I3− + 2 S2O32− → S4O62− + 3 I− (Ereaction = + 0,4555 V)